# Lutz Heilmann
Pour les articles homonymes, voir Heilmann.
Lutz Eberhard Heilmann (né le 7 septembre 1966 à Zittau, Allemagne) est un homme politique allemand, membre du parti Die Linke. Heilmann était le premier ancien employé officiel de la Stasi (MfS dans le jargon de l'époque) à siéger au Bundestag. Heilmann fit sensation en Allemagne et dans le monde quand le 13 novembre 2008 il fit suspendre le nom de domaine wikipedia.de par une injonction préliminaire,.

## Biographie
Selon Der Spiegel, il aurait travaillé pour la Stasi de 1985 à 1990. 
En 1986, il devient membre du Parti socialiste unifié d'Allemagne (SED), parti d'État de la République démocratique allemande, qu'il quitte en 1992 après sa transformation en Parti du socialisme démocratique (PDS). Il redevient membre du parti en 2000. De 2005 à 2009, il était élu au parlement (Bundestag) sur liste au Schleswig-Holstein.
En octobre 2005, une controverse éclate lorsque son ancienne appartenance à la Stasi est révélée par le journal Der Spiegel. Sa biographie officielle mentionne désormais cette période comme un « service militaire prolongé (protection des personnes MfS) ».
Cette dissimulation, interdite par les règles du parti, conduit à un vote sur une « motion de censure » interne lors d'un congrès régional en décembre 2005. Heilmann obtient de peu la confiance des délégués par 47 voix contre 42.

## Poursuites judiciaires à l'encontre deWikimedia Deutschland
Le 13 novembre 2008, Heilmann a obtenu une injonction préliminaire à l'encontre de Wikimedia Deutschland e.V. (WD) — association à but non lucratif ayant son siège en Allemagne — lui interdisant de rediriger l'adresse web www.wikipedia.de (contrôlée par WD) vers de.wikipedia.org (contrôlée par Wikimedia Foundation située aux États-Unis) tant que certaines informations seraient incluses dans l'article Lutz Heilmann de Wikipédia en allemand,.
Selon Focus Online, Heilmann a contesté la thèse selon laquelle il n'aurait pas obtenu son diplôme universitaire et aurait participé à une entreprise liée à la pornographie. Il a cependant admis avoir été « agent de protection de la jeunesse » pour un sex shop en ligne géré par un colocataire. L'article indique également que l'article Wikipédia a été modifié de façon répétée en sa faveur par un éditeur anonyme agissant dans le bâtiment du Bundestag, mais Heilmann nie avoir été impliqué dans un conflit d'édition.
En octobre 2008, des journaux allemands ont affirmé que Heilmann faisait l'objet d'une enquête pour avoir menacé un ancien colocataire, et que la commission de l'immunité du Bundestag avait pour cela levé son immunité. Heilmann fit publier un démenti de ces affirmations. (Selon taz, c’est une tentative de coercition qui est reprochée à Heilmann. Il fait plutôt mention que la commission de l'immunité du Bundestag avait discuté cette situation douteuse associé avec des SMS le 17 octobre.) Cet enchaînement d'événements fut tracé dans l'article de Wikipédia en allemand portant sur Heilmann. Ces affirmations, ainsi que celle qu'il aurait conservé une partie de ses enregistrements de la Stasi, ont été citées par Heilmann pour motiver son action contre WD.
Lorsque certaines affirmations furent effacées de son article sur Wikipédia en allemand et que cette affaire reçut une importante couverture médiatique en Allemagne et ailleurs, Heilmann a annoncé le 16 novembre 2008 qu'il renonçait aux procédures judiciaires à l'encontre de WD, affirmant regretter que de nombreux contributeurs de Wikipédia aient été gênés. Il a cependant affirmé qu'il continuerait à poursuivre le contributeur qui avait inséré les phrases offensantes.
Depuis, Heilmann a écrit une lettre d'excuses pour son action contre Wikipédia : « Je n'ai pas pensé à long terme, et je n'avais pas anticipé les conséquences. » WD a annoncé avoir reçu 16 000 € en donations le samedi du blocage, contre 3 000 € pour un jour normal.